# Quận Washington, Colorado
Quận Washington là một quận thuộc tiểu bang Colorado, Hoa Kỳ.
Quận này được đặt tên theo George Washington, Tổng thống Hoa Kỳ. Theo điều tra dân số của Cục điều tra dân số Hoa Kỳ năm 2010, quận có dân số 4814 người. Quận lỵ đóng ở Akron.

## Địa lý
Theo Cục điều tra dân số Hoa Kỳ, quận có diện tích 6540 km2, trong đó có 15 km2 là diện tích mặt nước.